# فريتس يانسون
فريتس يانسون هو مصارع رياضي بلجيكي، (و. 1898  م).

## وصلات خارجية
- فريتس يانسون على موقع أوليمبيديا (الإنجليزية)